# دين سميث (سياسي)
دين سميث هو سياسي كندي، ولد في 21 أكتوبر 1928. حزبياً، نشط في British Columbia Social Credit Party ‏.